# Отречение апостола Петра

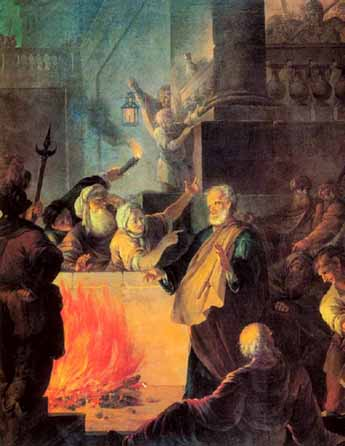
«Отречение апостола Петра», картина Гавриила Козлова

Отречение апостола Петра — новозаветный эпизод, рассказывающий о том, как апостол Пётр отрёкся от Иисуса Христа после его ареста, что было предсказано Иисусом ещё во время Тайной Вечери. Пётр отрёкся трижды в страхе, что его тоже арестуют, а услышав, как пропел петух, он вспомнил слова своего Учителя и горько раскаялся.
Этот сюжет встречается во всех четырёх Евангелиях (Мф. 26:69-75; Мк. 14:66-72; Лк. 22:55-62; Ин. 18:15-18, 18:25—27).
Эпизод относится к Страстям Христовым и следует за арестом Иисуса в Гефсиманском саду после поцелуя Иуды. По хронологии евангельских событий это произошло в ночь с четверга на пятницу.

## В Новом Завете

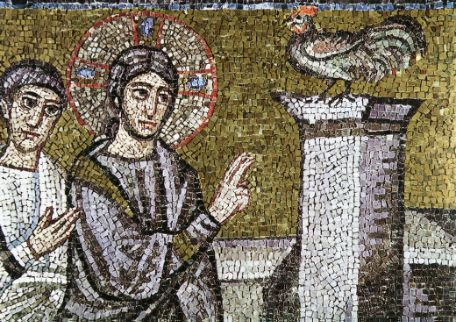
Предсказание об отречении Петра (мозаика Сант-Аполлинаре-Нуово)

### Предсказание
О том, что Пётр от него отречётся, Иисус Христос сказал своим ученикам заранее, во время Тайной Вечери:
| Он [Пётр] отвечал Ему: Господи! с Тобой я готов и в тюрьму и на смерть идти. Но Он сказал: говорю тебе, Петр, не пропоет петух сегодня, как ты трижды отречешься, что не знаешь Меня. (Мф.26,34; Мк.14,30; Ин.13,38). |

Все четыре канонических Евангелия отмечают этот эпизод и момент с трёхкратным отречением прежде чем запоёт петух, за исключением Марка, который добавляет, что петух пропоет дважды.

### Три отречения
1. После ареста Иисуса его привели во двор первосвященника Каифы. Пётр последовал за ним, но остался снаружи во дворе, сидя вместе со служителями (по Марку и Луке — у огня). Тут к нему подошла одна служанка (по Марку — служанка первосвященника) и сказала «и ты был с Иисусом Галилеянином» (по Иоанну Пётр ещё был снаружи, не входя во двор, и узнала его раба придверница, мимо которой его пытался провести знакомый Каифе апостол, как принято считать — рассказчик, апостол Иоанн). Тут Пётр отрёкся от Учителя перед всеми в первый раз. По Марку (но не во всех списках рукописи) тут запел петух в первый раз.
2. Затем его опять опознала служанка (по Матфею — другая, увидевшая его после того, как он вышел за ворота; по Марку — та же самая) либо же некий мужчина (по Луке и Иоанну, согласно последнему они вместе стояли у огня). Тут Пётр отрекается второй раз.
3. Потом к Петру подошли и сказали, что он точно был с Иисусом, потому что говорит как галилеянин (по Матфею, Марку и Луке). Иоанн не упоминает акцент, зато говорит, что к нему подошёл один из рабов первосвященника, который был родственником Малху, которому апостол в Гефсиманском саду отсёк ухо, и опознал его. Пётр отрекся в третий раз и тут запел петух (по Марку — во второй раз).

#### Описание отречений у евангелистов
|                                 | Первое отречение | Второе отречение | Третье отречение |
| ------------------------------- | --- | --- | --- |
|                                 | «Пётр у костра» | «Пётр и служанка» | «Пётр слышит пение петуха» |
| От Матфея (Мф. 26:69-75)        | А взявшие Иисуса отвели Его к Каиафе первосвященнику, куда собрались книжники и старейшины. Петр же следовал за Ним издали, до двора первосвященникова; и, войдя внутрь, сел со служителями, чтобы видеть конец. (…) Петр же сидел вне на дворе. И подошла к нему одна служанка и сказала: и ты был с Иисусом Галилеянином. Но он отрекся перед всеми, сказав: не знаю, что ты говоришь. | Когда же он выходил за ворота, увидела его другая, и говорит бывшим там: и этот был с Иисусом Назореем. И он опять отрекся с клятвою, что не знает Сего Человека.                                                                | Немного спустя подошли стоявшие там и сказали Петру: точно и ты из них, ибо и речь твоя обличает тебя. Тогда он начал клясться и божиться, что не знает Сего Человека. И вдруг запел петух. И вспомнил Петр слово, сказанное ему Иисусом: прежде нежели пропоет петух, трижды отречешься от Меня. И выйдя вон, плакал горько.                                                                 |
| От Марка (Мк. 14:66-72)         | И привели Иисуса к первосвященнику; и собрались к нему все первосвященники и старейшины и книжники. Петр издали следовал за Ним, даже внутрь двора первосвященникова; и сидел со служителями, и грелся у огня. (…) Когда Петр был на дворе внизу, пришла одна из служанок первосвященника и, увидев Петра греющегося и всмотревшись в него, сказала: и ты был с Иисусом Назарянином. Но он отрекся, сказав: не знаю и не понимаю, что ты говоришь. И вышел вон на передний двор; и запел петух. | Служанка, увидев его опять, начала говорить стоявшим тут: этот из них. Он опять отрекся. | Спустя немного, стоявшие тут опять стали говорить Петру: точно ты из них; ибо ты Галилеянин, и наречие твое сходно. Он же начал клясться и божиться: не знаю Человека Сего, о Котором говорите. Тогда петух запел во второй раз. И вспомнил Петр слово, сказанное ему Иисусом: прежде нежели петух пропоет дважды, трижды отречешься от Меня; и начал плакать.                                |
| От Луки (Лк. 22:55-62)          | Взяв Его, повели и привели в дом первосвященника. Петр же следовал издали. Когда они развели огонь среди двора и сели вместе, сел и Петр между ними. Одна служанка, увидев его сидящего у огня и всмотревшись в него, сказала: и этот был с Ним. Но он отрекся от Него, сказав женщине: я не знаю Его. | Вскоре потом другой, увидев его, сказал: и ты из них. Но Петр сказал этому человеку: нет! | Прошло с час времени, ещё некто настоятельно говорил: точно и этот был с Ним, ибо он Галилеянин. Но Петр сказал тому человеку: не знаю, что ты говоришь. И тотчас, когда ещё говорил он, запел петух. Тогда Господь, обратившись, взглянул на Петра, и Петр вспомнил слово Господа, как Он сказал ему: прежде нежели пропоет петух, отречешься от Меня трижды. И, выйдя вон, горько заплакал. |
| От Иоанна (Ин. 18:15-18, 25-27) | За Иисусом следовали Симон Петр и другой ученик; ученик же сей был знаком первосвященнику и вошёл с Иисусом во двор первосвященнический. А Петр стоял вне за дверями. Потом другой ученик, который был знаком первосвященнику, вышел, и сказал придвернице, и ввел Петра. Тут раба придверница говорит Петру: и ты не из учеников ли Этого Человека? Он сказал: нет. | Между тем рабы и служители, разведя огонь, потому что было холодно, стояли и грелись. Петр также стоял с ними и грелся. (…) Симон же Петр стоял и грелся. Тут сказали ему: не из учеников ли Его и ты? Он отрекся и сказал: нет. | Один из рабов первосвященнических, родственник тому, которому Петр отсек ухо, говорит: не я ли видел тебя с Ним в саду? Петр опять отрекся; и тотчас запел петух. |

### Раскаяние Петра

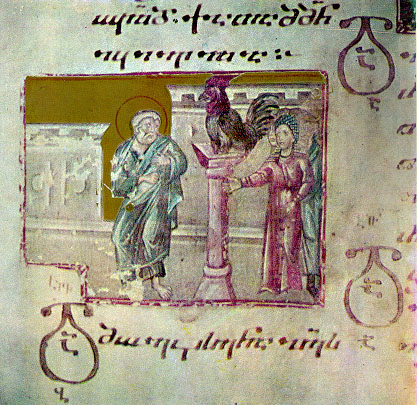
Апостол Пётр и петух, Четвероевангелие из Мокви, 1300

Согласно трем евангелистам, Пётр вспомнил о пророчестве как только запел петух, а Лука добавляет, что Иисус посмотрел в этот момент в глаза Петру.
Любопытно, что Евангелие от Иоанна заканчивается тем, что посмертно явившийся ученикам Иисус Христос требует трижды от апостола Петра подтвердить его любовь к себе:

Когда же они обедали, Иисус говорит Симону Петру: Симон Ионин! любишь ли ты Меня больше, нежели они? [Петр] говорит Ему: так, Господи! Ты знаешь, что я люблю Тебя. [Иисус] говорит ему: паси агнцев Моих. Еще говорит ему в другой раз: Симон Ионин! любишь ли ты Меня? [Петр] говорит Ему: так, Господи! Ты знаешь, что я люблю Тебя. [Иисус] говорит ему: паси овец Моих. Говорит ему в третий раз: Симон Ионин! любишь ли ты Меня? Петр опечалился, что в третий раз спросил его: любишь ли Меня? и сказал Ему: Господи! Ты все знаешь; Ты знаешь, что я люблю Тебя. Иисус говорит ему: паси овец Моих
— Ин. 21:15-17
Русский богослов Павел Флоренский критикует католическую трактовку данного фрагмента как восстановления Петра в апостольстве или как дарования ему чрезвычайных полномочий среди других апостолов. Обращаясь к оригиналу текста, он отмечает, что русским словом «любишь» переведено два разных греческих слова:
- агапэ — «общечеловеческая любовь», в первых двух вопросах Христа;
- филия — «личная, дружеская любовь», лишь в последнем вопросе.

Отсюда Флоренский делает вывод, что отрывок касается сугубо межличностных отношений Христа и Петра, который своим отречением предал Его дружескую любовь, но в итоге был прощён.

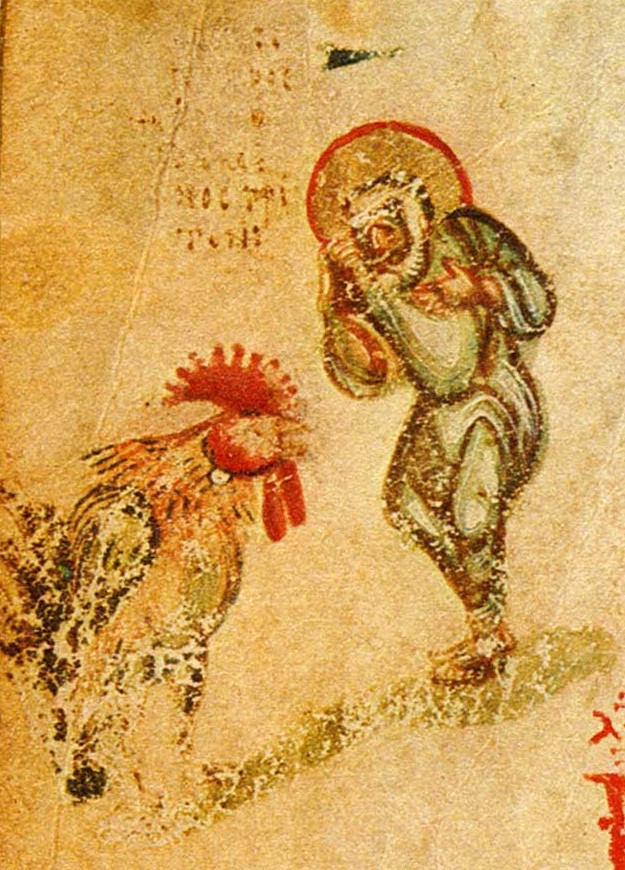
Апостол Пётр и петух. Хлудовская псалтырь, ок. 850 г.

Пётр никогда не забывал своего предательства. Святой Климент, его ученик, рассказывает, что Пётр в продолжении всей остальной жизни при полуночном пении петуха становился на колени и, обливаясь слезами, каялся в своём отречении, хотя Сам Господь вскоре по воскресении Своём простил его.
Сохранилось ещё древнее предание, что глаза апостола Петра были красны от частого и горького плача. Петух стал одним из узнаваемых его атрибутов в христианском искусстве.

## Богословские толкования
Отречение Петра и связанные с этим его душевные терзания находят отражения в богословских толкованиях. Описывая приход Петра в дом первосвященника «Толковая Библия Лопухина» ещё до начала рассмотрения события отречения поднимает вопрос о душевном состоянии апостола:

То, что происходило внутри, в душе Петра, не было никому заметно; а во вне было только видно, что он грелся у огня! Естественно, если, находясь около вещественного пламени, Петр должен был усиленно гасить и сдерживать всякое внутреннее пламя, просто потому, чтобы не выдать себя и своих намерений. Он находился в положении человека, который видит с берега утопающего и не имеет ни сил, ни средств, чтобы хотя чем-нибудь ему помочь. Это вообще одно из самых мучительных состояний всех добрых и любящих людей. Какие душевные муки переживал Петр, греясь у огня, это сокрыто от глаз людей.

Феофилакт Болгарский подробно останавливается на толковании образа служанки, которая попыталась уличить Петра: «Пётр уличается служанкою, то есть человеческою немощью, вещью низменною и приличною рабам». Петух, который привёл апостола в чувства, по мнению Феофилакта является «слово Христово, не позволяющее, чтобы мы расслабели и спали, но говорящее: „бодрствуйте“ и „востани спяй“».

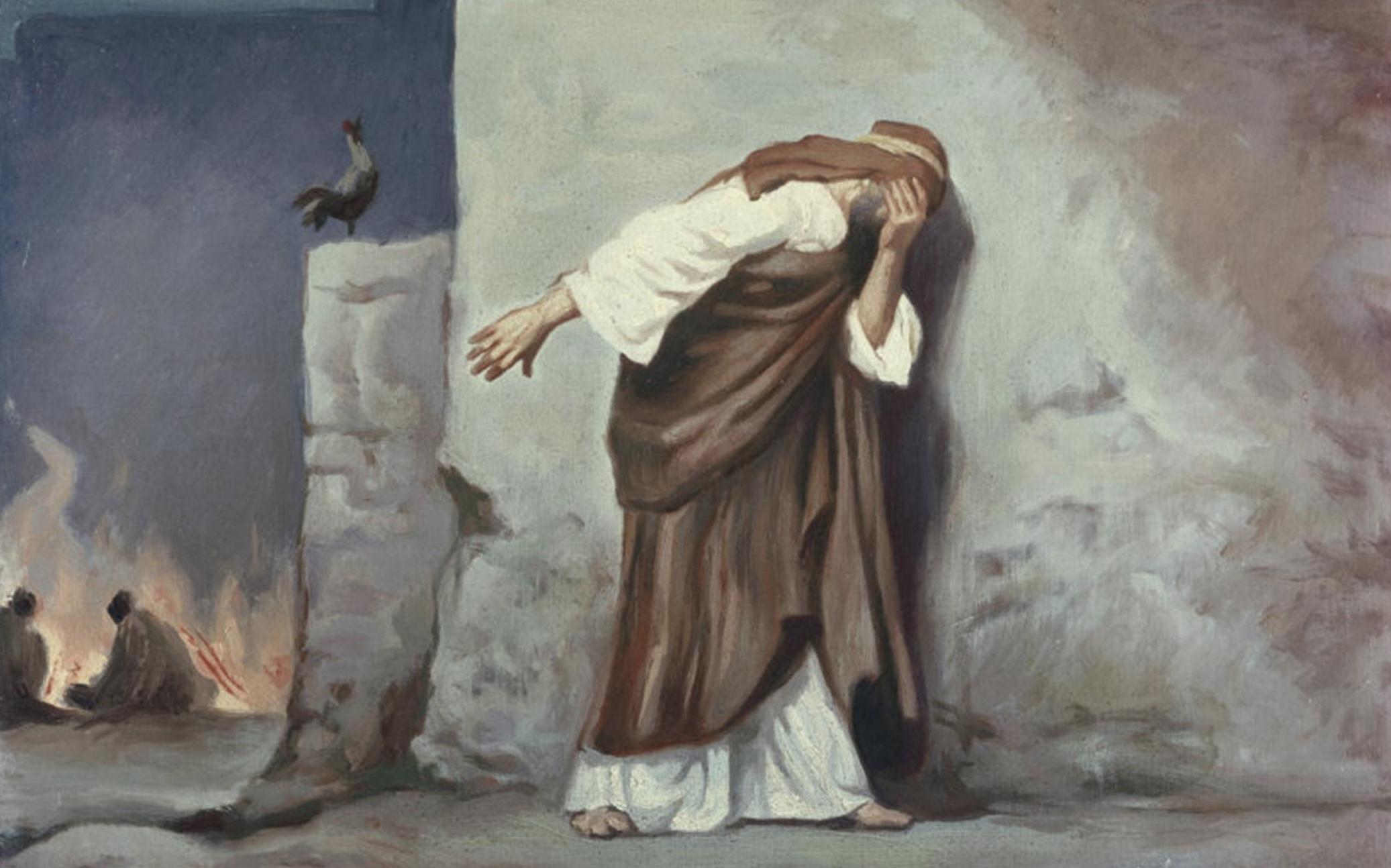
Пётр со слезами уходит со двора первосвященника

Евангелисты по-разному помещают сцену отречения Петра в контекст событий суда синедриона. Синоптики помещают рассказ о всех трёх отречениях без промежутков (только у Луки сказано, что между вторым и третьим отречением прошло около часа — Лк. 22:59). При этом евангелист Лука помещает отречение перед осуждением Христа на суде у первосвященника, а Марк — после осуждения. Указывается, что версия Луки является более достоверной:

Вероятно, что сначала последовало отречение Петра, а потом уже осуждение Христа, так как едва ли такое осуждение могло быть произнесено ранее утра: членам Синедриона нужно было некоторое время для того, чтобы собраться в достаточном числе и чтобы как следует обсудить такое важное дело.